# كأس العراق 1978–79
فاز بهذه النسخة من بطولة لكأس العراق نادي الزوراء بعد فوزه في المباراة النهائية على نادي الجيش (3-1).